# The Advantage (album)
The Advantage è il primo album del gruppo math rock californiano The Advantage, pubblicato il 6 aprile 2004 negli Stati Uniti.
Interamente strumentale, è composto esclusivamente di cover di brani tratti dalle colonne sonore di videogiochi classici pubblicati tra il 1984 ed il 1991, principalmente per le console Nintendo Entertainment System e Super Nintendo Entertainment System.

## Brani
1. Megaman 2 - Flashman (dal videogioco "Mega Man 2" del 1988)
2. Double Dragon 2 - Stage 2 (tema del secondo livello di "Double Dragon II: The Revenge del 1988)
3. Goonies 2 (dal videogioco "The Goonies II" del 1987)
4. Bubble Bobble (tema del videogioco arcade "Bubble Bobble" del 1986)
5. Bubble Bobble - Shark Skeleton (si tratta della versione velocizzata del tema di "Bubble Bobble"[3])
6. Wizards And Warriors - Intro (da "Wizards & Warriors" del 1987)
7. Bomberman 2 (dal videogioco "Bomberman II" del 1991)
8. Bionic Commando - P.O.W. Camp (da "Bionic Commando" del 1987)
9. Super Mario Bros. 2 - Underworld (dal tema del "mondo sotterraneo" del videogioco "Super Mario Bros. 2" del 1988)
10. Super Mario Bros. 2 - Overworld (da "Super Mario Bros. 2")
11. Contra - Snowfields (da "Contra" del 1987)
12. Zelda - Fortress (da "The Legend of Zelda" del 1986)
13. Batman 2 (da un videogioco della serie di Batman)
14. Megaman 3 - Dr. Wiley Stage (da "Mega Man 3" del 1990)
15. Double Dragon 2 (Story, And Boss Music) (da "Double Dragon II: The Revenge")
16. Castlevania 3 - Epitaph (da "Castlevania III: Dracula's Curse" del 1989)
17. Ninja Gaiden - Mine Shaft (da "Ninja Gaiden" del 1988)
18. Mario 3 - Underworld (tema del mondo sotterraneo di "Super Mario Bros. 3" del 1988)
19. Blastermaster - Stage 2 (tema del secondo livello di "Blaster Master" del 1988)
20. Ghosts 'n' Goblins - Intro (da "Ghosts 'n Goblins" del 1988)
21. Ghosts 'n' Goblins (da "Ghosts 'n Goblins" del 1988)
22. Castlevania - Stage 3 (tema del terzo livello di "Castlevania" del 1986)
23. Marble Madness (dall'arcade "Marble Madness" del 1984)
24. Metal Gear - Jungle (da "Metal Gear" del 1987)
25. Contra - Boss Music (dall'arcade "Contra" del 1987)
26. Castlevania 3 - Evergreen (da "Castlevania III: Dracula's Curse")

## Formazione
- Ben Milner (chitarra)
- Robby Moncrieff (chitarre)
- Carson McWhirter (basso)
- Spencer Seim (batteria)

## Copertina
La copertina, disegnata da Geoff Morgan, raffigura una console Nintendo Entertainment System.